# Місія ООН з допомоги Афганістану
Місія ООН з допомоги Афганістану (МООНДА) — спеціальна політична місія ООН, завданням якої є надання допомоги народу Афганістану.
МООНДА створена 28 березня 2002 року Резолюцією 1401 Ради Безпеки ООН.
Цей мандат, який переглядається щорічно, згодом змінювався відповідно до потреб країни й був продовжений на один рік 16 березня 2023 року Резолюцією Ради Безпеки ООН 2678 (2023).
Резолюція 2678 (2023) підкреслює важливу роль, яку Організація Об'єднаних Націй і далі відіграє у сприянні миру та стабільності в Афганістані.
Рада Безпеки також прийняла другу резолюцію 2679 (2023), яка закликає до інтегрованої та незалежної оцінки з перспективними рекомендаціями щодо «інтегрованого та узгодженого підходу» для вирішення проблем Афганістану.
Рада Безпеки також визнала, що оновлений мандат МООНДА відповідає її резолюціям 1662 (2006), 1746 (2007), 1806 (2008), 1868 (2009), 1917 (2010), 1974 (2011), 2041 (2012)., 2096 (2013), 2145 (2014), 2210 (2015), 2274 (2016), 2344 (2017), 2405 (2018), 2460 (2019), 2489 (2019), 2543 (2020), 2596 (2021), 2626 (2022).
Організація Об'єднаних Націй бере участь у цьому регіоні з 1946 року, коли Афганістан приєднався до Генеральної Асамблеї. Такі агентства, як ЮНІСЕФ, працюють в Афганістані з 1949 року.

## Структура
Штаб-квартира МООНДА розміщена в Кабулі, і вона, а також офіси зв'язку в Пакистані та Ірані підтримують польову присутність в Афганістані. Місія налічує близько 1164 співробітників: 770 громадян Афганістану, 298 міжнародних співробітників і 68 волонтерів ООН (цифри на червень 2021 року). Місія має офіси в Баміані, Файзабаді, Гардезі, Гераті, Мазарі-Шаріфі, Кабулі, Кандагарі, Кундузі, Маймані, Пулі-Хумрі та Джелалабаді. МООНДА відкрила тимчасовий віддалений офіс в Алмати у вересні 2021 року для продовження міжнародної гуманітарної співпраці через захоплення більшої частини країни Талібаном.
З 2008 року, згідно з директивою Генерального секретаря ООН, МООНДА є інтегрованою місією. Це означає, що ця спеціальна політична місія і усі агенції, фонди та програми ООН працюють у багатовимірній та інтегрованій манері, щоб краще допомагати Афганістану відповідно до національно визначених пріоритетів.
Спеціальний представник Генерального секретаря відповідає за всю діяльність ООН у країні та безпосередньо наглядає за Секцією безпеки, Службою стратегічної комунікації, Секцією з прав людини та з питань миру та примирення. Начальник штабу спеціального представника контролює польові офіси МООНДА.
Два заступники спеціального представника контролюють основні напрями діяльності місії — політичні питання та питання розвитку. До цих стовпів входять підрозділи місії, які спеціалізуються на таких питаннях, як політичний аналіз, звітність, охоплення та координація донорів, а також координація фондів і програм агентств ООН.

### Керівництво
МООНДА очолює Спеціальний представник Генерального секретаря по Афганістану Роза Отунбаєва, яку призначили на цю посаду у вересні 2022 року, замінивши Дебору Лайонс. Дев'ять спеціальних представників обіймали цю посаду: Лахдар Брахімі (колишній міністр закордонних справ Алжиру) обіймав цю посаду з жовтня 2001 року по січень 2004 року, Жан Арно — з лютого 2004 року по лютий 2006 року, а потім Том Кеніґс з березня 2006 року по грудень 2007 року, Кай Ейде з 2008 по 2010 рік, Стаффан ді Містура з 2010 по 2011 рік, Ян Кубіш з 2012 по 2014 рік, Ніколас Хейсом з 2014 по 2016 рік, Тадамічі Ямамото з 2016 по 2020 рік і Дебора Лайонс з березня 2020 року по червень 2022 року.
Маркус Потцель був призначений заступником спецпредставника з політичних питань у червні 2022 року. Даніель Ендрес призначений заступником спецпредставника з гуманітарних питань у червні 2023 року.

## Політична діяльність
Заступник спецпредставника з політичних питань також несе особливу відповідальність за політичні справи: політичну роботу, вирішення конфліктів і регіональне співробітництво. Обов'язки включають аналіз і звітність, політичні справи, жінки, мир і безпеку, верховенство права та офіси зв'язку в Ісламабаді та Тегерані.

## Розвиток та гуманітарна допомога
Передбачається, що заступник спецпредставника з гуманітарних питань керуватиме підтримкою ООН зусиль з розвитку в Афганістані, включаючи розбудову потенціалу та координацію гуманітарної допомоги від міжнародних організацій. Даніель Ендрес також обіймає посаду Координатора-резидента ООН в Афганістані, відповідального за координацію роботи Країнової команди ООН.
Група установ ООН в Афганістані складається з 20 агентств, фондів і програм, що мають офіси в Афганістані.